# アリス・シュヴァルツァー
アリス・シュヴァルツァー（Alice Schwarzer; 1942年12月3日 - ）は、ドイツのジャーナリスト、著述家、フェミニスト、フェミニズム雑誌『エマ』の創刊者・編集長。シモーヌ・ド・ボーヴォワールに出会い、フランスの女性解放運動 (MLF) に参加。1971年にボーヴォワールが起草した人工妊娠中絶の合法化を求める請願書「343人のマニフェスト」にならって、中絶を犯罪とするドイツ刑法典第218条の改正を求める請願書「私たちは中絶した」を『シュテルン』誌に掲載。ドイツ女性解放運動の発端となった。以後も主に『エマ』誌上で女性の権利・地位向上のための活動を続けている。
著書の邦訳に、10年にわたるボーヴォワールとの対談をまとめた『ボーヴォワールは語る ― 『第二の性』その後』、世界12か国語に翻訳された『性の深層 ― 小さな相違と大きな結果』がある。

## 背景
アリス・シュヴァルツァーは1942年12月3日、アリス・ゾフィー・シュヴァルツァーとしてルール地方の工業都市ヴッパータールに生まれた。22歳の未婚の母の代わりに、母方の祖父がアリスを育てた。当時46歳であった祖母マルガレーテ・シュヴァルツァーは反体制順応主義者で、「他人と違う意見をはっきり言える」女性であり、ナチズムを批判していた。これは、戦時中はもちろん、戦犯裁判にかけられることなく生き延び、まだ政界等で活躍する元親衛隊隊員がいた戦後にあっても疎ましがられることであった。祖母マルガレーテはまた、すでに1950年代から環境保全活動や動物愛護活動に取り組む「政治思想家」で、一方、祖父は「おむつを交換」し、「細やかな心遣いができる優しくて楽しい人」だったため、性別役割は固定的なものではないことを学んだという。

## 渡仏 - ボーヴォワールとの出会い
シュヴァルツァーは16歳で学業を終えてミュンヘンのシュヴァービングに移り住み、事務員の職を得たが、20歳のときにフランス語の勉強のために渡仏を決意。パリまでヒッチハイクで行き、オーペアをしながら学業に励んだ。「私のすべての行動の原動力は公正さである」と言う彼女はジャーナリストになる決意をし、仕事がもらえるようになるとモンパルナスにアパートを借りた。帰国後、デュッセルドルフに居を定めた後もフランスとドイツを行き来しながら記者活動を続け、とりわけ、ベトナム戦争に反対し、女性の地位向上を訴えた。ドイツの風刺雑誌の記者として採用されたが、早くも数か月後に退職し、再び渡仏。パリで女性解放運動 (MLF) が起こっていた1970年のことであった。シュヴァルツァーは女性解放運動に参加する一方、1968年の五月革命の精神を受け継いで設立されたヴァンセンヌ大学（現パリ第8大学）で社会学と心理学を学び、シモーヌ・ド・ボーヴォワール、ジャン＝ポール・サルトル、ダニエル・コーン＝ベンディットほか当時活躍していた多くの左派知識人に出会った。とりわけ、ボーヴォワールとは以後親交を深め、1972年から82年までの間に行った対談を『ボーヴォワールは語る ― 『第二の性』その後』として出版した。

## 中絶禁止法の改正要求

### 343人のマニフェスト
1971年4月5日、『ヌーヴェル・オプセルヴァトゥール』紙に「私は中絶手術を受けた」という宣言書に「署名する勇気のあるフランス人女性343人の一覧」として「343人のマニフェスト（あばずれ女343人のマニフェスト）」が掲載された。マニフェストを起草したのはボーヴォワールであり、フランス刑法典第317条により堕胎罪として処罰を受ける非合法行為であった人工妊娠中絶の経験をもつ女性たちが、法に触れることを覚悟の上であえてこの経験を公にし、中絶の合法化を求めるものであった。マニフェストには女性解放運動を牽引するクリスティーヌ・デルフィ、アントワネット・フーク、モニック・ウィティッグ、フランソワーズ・ドボンヌのほか、カトリーヌ・ドヌーヴ、マルグリット・デュラス、フランソワーズ・サガン、デルフィーヌ・セイリグなど多くの著名人が名を連ねていた。

### 女性374人の刑法典第218条改正要求
シュヴァルツァーはこの勇気に打たれ、ドイツでも同様の運動を起こそうと考えた。2か月後の6月6日発売の週刊誌『シュテルン』にドイツ刑法典第218条の改正を求める請願書が女性374人の署名入りで掲載された。表紙一面に女性28人の顔写真が並び、「私たちは中絶した！」と大きく書かれていた。フランスの場合と同様に、ロミー・シュナイダー、センタ・バーガー、ヴェラ・チェコヴァ、ヴェルーシュカらの著名人が多数参加していた。当時、西ドイツの刑法典第218条では妊娠中絶を犯罪とし、手術を引き受けた者は5年以下、依頼した妊婦は1年以下の自由刑または罰金刑に処され、中絶の企てさえも刑罰の対象であったため、闇の中絶を受ける女性は年間数万人に上っていたとされる。この請願書の署名者は、その「多くが職場で配置換えや解雇の脅しを受け、何人かの女性宅には堕胎罪と民衆扇動の容疑で家宅捜査さえ入った」。だが、誰一人起訴されることなく、シュヴァルツァーは中絶自由化を求める8万6000人の署名を集めることができ、7月19日に法務省に提出した。女性たちは「私のおなかは私のもの」を標語に掲げ、第218条の破棄を求めて街頭デモを行った。シュヴァルツァーは同年、最初の著書『第218条に反対する女性たち』を発表した。この運動は「従来自明のことと見なされていた母性という女性の使命」に対する異議申し立て、自らの身体に対する自己決定権と「産まない自由」の要求、さらには第二波フェミニズムの運動に発展。この結果、第218条は1974年に一部改正、76年7月21日にようやく、公的機関での面談により理由が認められる場合には受胎後12週まで、優生学と母体保護に基づく理由または犯罪による理由がある場合には22週までの中絶を違法としない新218条が施行された。

## 小さな相違と大きな結果
シュヴァルツァーは1975年に『小さな相違と大きな結果』を著した。本書では、母性を中心とする生物学的性差という「小さな相違（差異）」（単数形）が、狭義には「社会的母性」を中心とする結婚制度・家族制度、広義には社会的・文化的に構築された性差（ジェンダー）という、いかに「大きな結果」（複数形）をもたらしているかを明らかにし、したがって、女性の自らの身体に対する自己決定権、母性からの解放は女性解放、男女間の個人としての平等への第一歩であると主張している。本書は世界12か国語に翻訳され（2017年現在）、邦訳は『性の深層 ― 小さな相違と大きな結果』として1979年に出版された。

## フェミニズム雑誌『エマ (EMMA)』
1977年1月26日、シュヴァルツァーは「女性による、女性のための」フェミニズム雑誌『エマ (EMMA)』を創刊した。「エマ」は「解放 (Emanzipation)」にかけた誌名であり、また、フェミニズム雑誌にありがちな挑戦的な誌名をあえて選ばず、シンプルなものにしたかったという。フェミニズム理論や学術情報を紹介するのではなく、女性にとって重要な時事問題を論じるための雑誌であり、1970年代の主な関心であった女性の権利やカトリック教会における女性の地位から、最近では摂食障害、女性器切除、イスラム教における女性の地位（特にシュヴァルツァーはスカーフ着用の「義務」に反対している）などについて論じ、同一労働同一賃金およびポルノグラフィー、売春、性的虐待の問題は過去数十年にわたって度々取り上げられている。
『エマ』は隔月発行の雑誌で、発行部数は約5万部である。シュヴァルツァーは『エマ』創刊42年目の2019年現在も編集長を務めている。
2004年、ドイツ連邦共和国功労勲章を授与された。

## 著書
- Frauen gegen den § 218 (第218条に反対する女性たち). Suhrkamp Verlag, Frankfurt 1971.
- Frauenarbeit – Frauenbefreiung (女性の仕事 ― 女性の解放). Suhrkamp Verlag, Frankfurt 1973.
- Der kleine Unterschied und seine großen Folgen. Frauen über sich; Beginn einer Befreiung, S. Fischer, Frankfurt 1975, 新版 2002.
  - 『性の深層 ― 小さな相違と大きな結果』寺崎あきこ訳, 亜紀書房, 1979
- Simone de Beauvoir heute – Gespräche aus 10 Jahren. Rowohlt Verlag, Hamburg 1982.
  - 『第二の性その後 ― ボーヴォワール対談集 1972 - 82』福井美津子訳, 青山館, 1985
  - (新版)『ボーヴォワールは語る ― 『第二の性』その後』福井美津子訳, 平凡社 (平凡社ライブラリー), 1994
- Warum gerade sie? Weibliche Rebellen (なぜ君が ― 女性反逆者). Luchterhand Verlag, Frankfurt 1989.
- Eine tödliche Liebe – Petra Kelly und Gert Bastian (致命的な愛 ― ペトラ・ケリーとゲルト・バスティアン). Kiepenheuer & Witsch, Köln 1994.
- Marion Dönhoff – Ein widerständiges Leben (マリオン・デーンホフ ― 抵抗の生涯). Kiepenheuer & Witsch, Köln 1996.
- Romy Schneider – Mythos und Leben (ロミー・シュナイダー ― 神話と人生). Kiepenheuer & Witsch, Köln 1998
- Der große Unterschied. Gegen die Spaltung von Menschen in Männer und Frauen (大きな差異 ― 人間を男性と女性に分けることに反対). Kiepenheuer & Witsch, Köln 2002
- Alice im Männerland. Eine Zwischenbilanz (男の国のアリス ― 中間決算). Kiepenheuer & Witsch, Köln 2002.
- Alice Schwarzer porträtiert Vorbilder und Idole (アリス・シュヴァルツァー、ロールモデルとアイドルを描く). Kiepenheuer & Witsch, Köln 2003.
- Die Antwort (回答). Kiepenheuer & Witsch, Köln 2007
- Lebenslauf (履歴書). Kiepenheuer & Witsch, Köln 2011 - 回想録
- Prostitution – Ein deutscher Skandal (売春 ― ドイツのスキャンダル). Kiepenheuer & Witsch, Köln 2013
- Der Schock – Die Silvesternacht von Köln (衝撃 ― ケルンの大晦日). Kiepenheuer & Witsch, Köln 2016.
- Meine algerische Familie (私のアルジェリアの家族). Kiepenheuer & Witsch, Köln 2018.

## 参考資料
- Smale Alison, A Pioneering German Feminist Looks Back in Anguish (2017-03-31), The New York Times.